# Condylostylus acceptus
Condylostylus acceptus är en tvåvingeart som beskrevs av Octave Parent 1933. Condylostylus acceptus ingår i släktet Condylostylus och familjen styltflugor.
Artens utbredningsområde är Franska Guyana. Inga underarter finns listade i Catalogue of Life.